# Detroit Red Wings
Detroit Red Wings – amerykański klub hokejowy z siedzibą w Detroit (Michigan), występujący w lidze NHL. Jeden z najbardziej utytułowanych klubów NHL (do tej pory zdobył jedenaście razy Puchar Stanleya oraz 25 innych drużynowych trofeów ligi NHL). Red Wings 55 razy grali w play-offach NHL, należy do nich też rekord największej ilości zwycięstw: 62 w sezonie 1995–1996. Zespół należy do Oryginalnej Szóstki.
Zespół posiada afiliacje w postaci klubów farmerskich w niższych ligach. Tę funkcję pełnią Grand Rapids Griffins w lidze AHL i Toledo Walleye w rozgrywkach ECHL. W przeszłości podległe były Toledo Storm (ECHL) oraz Flint Generals oraz Port Huron Icehawks (IHL).

## Historia

### 1925–1949: Wczesne lata
Kiedy, po sezonie 1925–1926, doszło do zamknięcia ligi Western Canada Hockey League na podstawie umowy z NHL organizacja hokejowa z Detroit nabyła prawa do zawodników jednego z najlepszych zespołów WCHL – Victoria Cougars, którzy wygrali w 1925 roku Puchar Stanleya. W NHL nie uważa się jednak Red Wings jako kontynuacji tamtego zespołu.
Ponieważ w Detroit nie było w tym czasie żadnej hali przygotowanej do rozgrywek hokeja na lodzie Detroit Cougars (nazwani tak na cześć zespołu z Victorii) grali przez pierwszy sezon w mieście Windsor w Kanadzie w hali Windsor Arena (wówczas Border Cities Arena). Na sezon 1927–1928 Cougars przenieśli się do Detroit Olympia, która gościła ich aż do 15 grudnia 1979 roku. Był to również pierwszy sezon na ławce trenerskiej Jacka Adamsa, który miał się stać twarzą organizacji przez kolejne 36 lat – zarówno jako trener jak i menadżer.
Cougars dostali się do play-off po raz pierwszy w roku 1929 a najskuteczniejszym zawodnikiem był Carson Cooper (44M, 18G, 9A). W pierwszej rundzie przegrali dwa spotkania z Toronto Maple Leafs w sumie stosunkiem 2:7. Rok później drużyna zmieniła nazwę na Detroit Falcons (Jastrzębie), lecz nie wpłynęło to na ich słabą grę. Zespół z reguły kończył rozgrywki w dole tabeli, chociaż w 1932 roku ponownie dostał się do play-off. Tymczasem, obok NHL zaczęła powstawać nowa, konkurencyjna liga. American Hockey Association stało się AHL i ogłosiło się główną ligą (major league).
Prezes NHL, Frank Calder, chciał znaleźć sposób na pozbycie się konkurencji i przekonał właścicieli drużyn NHL aby pozwolili Jamesowi E. Norrisowi, właścicielowi Chicago Shamrocks z AHL, kupić zespół z Detroit. Norris dokonał zakupu latem 1932 roku i połączył obie drużyny. Pierwszą decyzją, jaką podjął była zmiana nazwy zespołu. W ten sposób powstali znani nam do dzisiaj Red Wings.
Na początku XX wieku Norris grał w jednej z pierwszych hokejowych potęg – Montreal Amateur Athletic Association – którzy byli nazywani „Winged Wheelers” (Skrzydlate Kołowroty). Ponieważ jego nowy zespół był z Detroit, Motor City, zaadaptował on logo MAAA i stworzył pierwszą wersję bardzo charakterystycznego logo Red Wings. Norris dał jeszcze jedną szansę trenerowi Jackowi Adamsowi i Wings po raz pierwszy w historii wygrali mecz w play-off, pokonując Montreal Maroons. W drugiej rundzie odpadli jednak z New York Rangers.
W 1934 Skrzydła po raz pierwszy dotarli do wielkiego finału. W tym sezonie, w 47 meczach John Sorrell zdobył 21 bramek, a najskuteczniejszym graczem został Larry Aurie (48M, 16G, 19A). W finale nie mieli jednak żadnych szans z Chicago Blackhawks, którzy wygrali serię do trzech zwycięstw w czterech meczach i zdobyli swój pierwszy Puchar Stanleya.
Red Wings sięgnęli po pierwszy puchar w 1936 roku, pokonując w finale Toronto w czterech spotkaniach. Powtórzyli sukces rok później, lecz w konfrontacji z Rangers potrzebowali wszystkich pięciu spotkań. Na początku lat 40. Wings dochodzili do finału trzy razy z rzędu. W 1941 roku przegrali „do zera” z Boston Bruins, rok później stracili trzymeczowe prowadzenie nad Toronto Maple Leafs, lecz w końcu, w 1943 roku zrewanżowali się Bruins za porażkę sprzed dwóch lat i wygrali swój drugi Puchar. Syd Howe i Mud Bruneteau zdobyli w tych ostatnich rozgrywkach po 20 bramek. Do końca dekady Red Wings pozostali silnym zespołem, co rok dostając się do play-off i jeszcze trzykrotnie dochodząc do finałów.
W 1946 roku jeden z najlepszych graczy w historii hokeja wkroczył do NHL, a dokładniej, do drużyny z Detroit. Gordie Howe, prawoskrzydłowy, zdobył zaledwie 7 bramek i 15 asyst w swoim pierwszym sezonie, lecz swoje prawdziwe oblicze pokazał dopiero po kilku latach. Ten rok przyniósł również pożegnani Jacka Adamsa z pozycją trenera. Adams postanowił skupić się na obowiązkach menadżerskich a jego miejsce na ławce zajął trener z niższej ligi, Tommy Ivan.
W swoim drugim sezonie Gordie Howe został dołączony do linii Sida Abela i Teda Lindsaya, dzięki czemu powstała jedna z najlepszych formacji w historii NHL – „Production Line”. 33 bramki Lindsaya popchnęły Wings do kolejnego finału, gdzie zostali pokonani przez Toronto. Sytuacja powtórzyła się sezon późnej.

### 1949–1966: Era Gordie Howe’a
Wings wrócili na szczyt w 1950 roku. W drugiej dogrywce finałowego meczu numer siedem o zwycięstwie Skrzydeł nad Rangers zdecydowało trafienie Pete’a Babando. Po tym meczu Lindsay wzniósł Puchar Stanleya nad głowę i zrobił rundkę honorową dookoła tafli w hali Olympia, co zapoczątkowało nową tradycję w NHL.
Po porażce w półfinale z Montreal Canadiens w 1951 roku Wings wygrali swój piąty Puchar w rok później, pokonując, bez porażki, zarówno Montreal jak i Toronto. Dużą zasługę w tym zwycięstwie miał, oprócz „Production Line”, bramkarz Terry Sawchuk, dla którego był to drugi sezon w NHL. Detroit byli pierwszą drużyną od 17 lat, która niepokonana przeszła całe rozgrywki play-off. Zdobyła ona również bardzo dużo, bo 24 bramki, co przy 5 golach Toronto i Montrealu w sumie daje sporą przewagę. Po sezonie Sid Abel przeszedł do Chicago Blackhawks a jego miejsce w składzie zajął Alex Delvecchio.
James E. Norris zginął w grudniu 1952 roku a jego rolę jako właściciela drużyny przejęła córka Marguerite. Była ona pierwszą i, jak do tej pory, jedyną kobietą-właścicielką klubu NHL. Maguerite nie kryła swojej niechęci do Jacka Adamsa, lecz mimo możliwości zwolnienia go, gdyż nie miał on żadnego kontraktu, nie uczyniła tego.
Po kolejnym rozczarowaniu w roku 1953, kiedy Wings polegli w walce z Bruins, drużyna z Detroit ponownie sięgnęła po dwa Puchary Stanleya z rzędu. W 1954 nad Montrealem, kiedy obrońca Habs, Doug Harvey, skierował strzał Tony’ego Leswicka do własnej bramki oraz w 1955, ponownie pokonując Canadiens, lecz w siedmiu spotkaniach. W przerwie przed kolejnym sezonem Marguerite Norris przegrała rodzinną batalię ze swoim bratem Bruce’em i musiała zrzec się na jego rzecz praw do drużyny. Wings i Habs spotkali się w finale po raz kolejny w roku 1966, lecz tym razem to zespół z Kanady okazał się lepszy, wygrywając swój pierwszy z pięciu z rzędu Puchar Stanleya.
W 1957 roku Ted Lindsay, który zdobył w sezonie 30 bramek i zaliczył 55 asyst, razem z Dougiem Harveyem założył Związek Zawodników NHL (NHLPA). Następnie został wytransferowany do Chicago wraz z młodym bramkarzem Glennem Hallem. Blackhawks byli w tym czasie własnością Jamesa D. Norrisa, starszego brata Bruce’a.
Ten transfer był jednym z kilku wątpliwych decyzji Jacka Adamsa w późnych latach 50. Rok wcześniej Adams oddał do Bruins Terry’ego Sawchuka. Mimo iż udało mu się go odzyskać dwa lata później, musiał za niego wysłać do Bostonu młodego, zdolnego Johna Bucyka. Była to jednak z najbardziej jednostronnych wymian w historii NHL. Bucyk grał w Bruins przez następne 21 lat, a Wings przegrali z „Miśkami” w pierwszej rundzie play-off. W 1959 zespół z Detroit nie dostał się do rozgrywek posezonowyh po raz pierwszy od 21 lat.
W ciągu kilku następnych sezonów Wings trochę odżyli i dotarli do finałów 4 razy w ciągu 6 lat w latach 1961–1966. Pomimo posiadania w składzie Delvecchio, Norma Ullmana, Howe’a, Parkera MacDonalda jako najlepszych strzelców, pomimo powrotu na jeden rok Lindsaya i pomimo Sawchuka, a później Rogera Croziera, w bramce, nie udało im się ani razu sięgnąć po najwyższe trofeum. Adams stracił posadę menadżera zespołu w 1963 roku. Jego 36 lat w tej roli, z których 31 przepracował bez kontraktu, to najdłuższy okres pracy generalnego menadżera w historii NHL.

### 1967–1983: Era „Martwych Skrzydeł”
Pod koniec lat 60. Wings zaczęli grać coraz gorzej aż w końcu wpadli w dołek, z którego wykopali się dopiero po prawie 20 latach. W latach 1967–1983 zespół z Detroit zakwalifikował się do play-off zaledwie dwukrotnie, wygrywając tylko jedną potyczkę. Pomiędzy 1970 a 1983 przez fotel trenera przewinęło się 16 osób, nie licząc trenerów tymczasowych. Żaden z nich nie zagościł tam dłużej niż 3 sezony. Wcześniej, sześciu pierwszy trenerów – Art Duncan, Keats, Adams, Ivan, Jimmy Skinner i Abel – piastowali tę funkcję łącznie przez 44 lat. W okresie tej fatalnej formy Skrzydła były znane jako „Dead Wings” albo „Dead Things”, czyli „Martwe Skrzydła” lub „Martwe Rzeczy”.
Jednym z czynników tej słabej gry była odejście od starego systemu rozwijania młodzieży, który pozwalał Adamsowi pozyskiwać młodych prospektów już w wieku 16 lat. Dodatkowo, Ned Harkness, który został trenerem w roku 1970 i został mianowany menadżerem w środku sezonu, nie dawał sobie rady z pracą z weteranami lodowisk NHL. We wcześniejszej fazie swojej kariery trenował, z sukcesami, graczy w koledżach, lecz adaptacja do warunków wyższej ligi okazała się dla niego niemożliwa. Harkness musiał zrezygnować trzy lata później a okres jego rządów kibice nazywają „The Darkness with Harkness” („Ciemność z Harknessem”) i uważają za najgorszy epizod drużyny z Detroit w historii.
W sezonie 1967–1968, który przyniósł poszerzenie ligi NHL, Red Wings pozyskali lewoskrzydłowego Franka Mahovlicha od obrońców tytułu, Toronto Maple Leafs. Mahovlich trafił do linii z Howe’em i Delvecchio i sezon później zapisał na swoim koncie 49 bramek, co było jego rekordowym osiągnięciem. Dwukrotnie podczas swojego pobytu w Detroit był też wybierany do drużyny All-Stars.
Niestety ten okres nie trwał długo. W 1970 Mahovlich został oddany do Montrealu a Howe odszedł na emeryturę po sezonie 1970–1971. Howe wrócił jeszcze do zawodowego hokeja aby zagrać ze swoimi synami Markiem i Martym w powstającej wówczas World Hockey Association w 1972 roku. Mark Howe dołączył, pod koniec swojej kariery, do Detroit. Do końca dekady, podczas której Mickey Redmond zaliczył dwa 50-bramkowe sezony a Marcel Dionne zaczął wspinać się na szczyty swojej formy, które osiągnął już po odejściu do Los Angeles Kings, Wings nie byli w stanie dać sobie rady z brakami w obronie i w bramce.
Podczas sezonu 1979–1980 zespół opuścił halę Olympia i przeniósł się do Joe Louis Arena. W 1982 roku, po 50 latach obecności w rodzinie, Bruce Norris sprzedał Detroit Red Wings Mike’owi Illitchowi, założycielowi sieci restauracji Little Ceasars Pizza.

### 1983–1993: Odbudowa – Era Yzermana

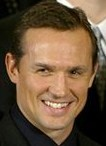
Steve Yzerman

W roku 1983 Wings wybrali w drafcie Steve’a Yzermana, centra z miejscowości Cranbrook w prowincji Kolumbia Brytyjska. W swoim pierwszym sezonie był najlepiej punktującym zawodnikiem w drużynie i zaczął wyciągać zespół z powrotem na wyżyny. W tym sezonie, dzięki 42 trafieniom Johna Ogrodnicka i dobrej postawie Ivana Boldirewa i Rona Duguaya, którzy zdobyli ponad 30 bramek, Wings po raz pierwszy od sześciu lat dostali się do play-off. Do awansu przyczynił się też obrońca Brad Park, pozyskany wcześniej z Boston Bruins. Park wygrał w 1984 roku Bill Masterton Memorial Trophy za swoją postawę na lodzie i poza nim.
Park został później trenerem Skrzydeł, lecz został zwolniony po 45 meczach w sezonie 1985–1986. Sam przyznał, że rozpoczął pracę z drużyną z ostatniego miejsca i nie ruszył jej stamtąd. Ten sezon, najgorszy w historii Wings, skończyli na z bilansem 17–57–6 i zaledwie 40 punktami na koncie. W 1986 roku Wings dodali do swojego składu Boba Proberta, jedną z najbardziej rozpoznawalnych postaci Wings tej dekady.
Do roku 1987 do Yzermana dołączyli Petr Klíma, Adam Oates, Gerard Gallant, obrońca Darren Veitch i nowy trener Jacques Demers. Dzięki tym wzmocnieniom Wings dotarli do półfinałów po raz pierwszy w nowej erze NHL, lecz zostali wyeliminowani przez silnych wtedy Edmonton Oilers w pięciu meczach. Rok później wygrali pierwsze mistrzostwo dywizji od 23 lat, lecz ponownie przegrali w pięciu spotkaniach z Edmonton w półfinale.
W roku 1989 Yzerman pobił swój osobisty rekord, strzelając 65 bramek, co nie pomogło jednak Wings w odniesieniu większych sukcesów. Zespół z Detroit odpadł już w pierwszej rundzie w serii z Chicago Blackhawks. W następnym sezonie Yzerman zdobył 62 trafienia, lecz Wings nawet nie dostali się do play-off. Był to, do dzisiaj, ostatni rok, w którym nie mogliśmy oglądać Skrzydeł w rozgrywkach posezonowych. Dobra postawa Yzermana nie uchroniła go jednak od powstawania plotek, jakoby miał być wytransferowany.
Tymczasem zwolniony został Demers. Do Wings dołączył się Siergiej Fiodorow, który w latach 90. był jedną z największych gwiazd zarówno Skrzydeł jak i całej ligi, zdobywając wiele nagród. W 1992 do zespołu dołączył Raya Shepparda, który dwa lata później, zdobywając 52 bramki, ustanowił swój osobisty rekord. Natomiast w 1993 szeregi Wings zasilił obrońca Paul Coffey. W draftach w tym okresie do Skrzydeł trafili również Sława Kozłow, Darren McCarty, Władimir Konstantinow i Nicklas Lidström.

### 1993–2004: Powrót do chwały
Plotki o pozbyciu się Yzermana ucichły zaraz po tym jak posadę trenera Wings otrzymał Scotty Bowman. W swoim drugim roku na ławce, skróconym sezonie 1994–95, doprowadził on Skrzydła do pierwszego finału od 29 lat. New Jersey Devils, z którymi przyszło im się spotkać, nie dali Wings żadnych szans, rozprawiając się z nimi w 4 meczach.
Zespół z Detroit witał w swoich szeregach coraz to nowe gwiazdy takie jak Wiaczesław Fietisow, Igor Łarionow czy bramkarz Mike Vernon. Po porażce z Colorado Avalanche w 1996 roku, którzy wygrali wtedy Puchar, Wings, dzięki pomocy Brendana Shanahana i Larry’ego Murphy’ego, po raz kolejny dostali się do finałów w roku 1997, gdzie zmietli Philadelphia Flyers w czterech meczach. Wcześniej pokonali na swojej drodze St. Louis Blues i Anaheim Mighty Ducks w pierwszych dwóch rundach a w finale konferencji dali sobie radę z Colorado Avalanche.
Sześć dni po zdobyciu mistrzostwa zespół Detroit Red Wings dotknęła tragedia. Obrońca Władimir Konstantinow, jeden z członków 'Rosyjskiej Piątki' uległ wypadkowi samochodowemu, w wyniku którego doznał poważnych obrażeń mózgu, które gwałtownie zakończyły jego karierę sportową. Masażysta Siergiej Mnatsakanow doznał podobnych obrażeń. W wypadku tym ucierpiał również Sława Kozłow, lecz spędził w szpitalu tylko jeden dzień. Cały kolejny sezon, w którym Wings również zdobyli Puchar, został poświęcony Konstantinowowi. Rosyjski zawodnik wyjechał na lód w wózku inwalidzkim na świętowanie zdobycia mistrzostwa. Kapitan Steve Yzerman, MVP tego sezonu, zaraz po tym, jak sam uniósł Puchar nad głowę, przekazał go właśnie Konstantinowowi. Później mówił, że początkowo zamierzał podać go Chrisowi Osgoodowi, który wyśmienicie spisywał się w bramce podczas play-off. „Nieczęsto zdarza się, że chwile w hokeju znaczą więcej niż sport,” wspominał to wydarzenie Brendan Shanahan.
Rok później Wings mieli nadzieję na zdobycie trzeciego Pucharu z rzędu po raz pierwszy w historii klubu. Niestety, mimo wzmocnienia się w obronie Chrisem Cheliosem, pozyskanym z Chicago, Colorado Avalanche pokonali Skrzydła w finale konferencji w sześciu meczach.
W tym czasie rywalizacja między Avs a Wings sięgnęła zenitu. Detroit pokonali Colorado w trzeciej rundzie w roku 1997 a Avs wygrywali z Wings dwukrotnie w drugiej rundzie w latach 1999 i 2000. Pojedynki tych zespołów były zawsze bardzo zacięte i stały na bardzo wysokim poziomie. Podczas meczu 26 marca 1997 doszło do wielkiej bójki w Joe Louis Arena, której źródeł należy szukać jeszcze rok wcześniej, kiedy podczas play-off potężnym uderzeniem Claude Lemieux wyeliminował z gry Krisa Drapera z Wings. Pamiętnej nocy w marcu 1997 za to uderzenie odpłacił Lemieux Darren McCarty a na środku lodu zmierzyli się ze sobą dwaj bramkarze – Patrick Roy i Mike Vernon. Kiedy gra już została wznowiona, bramkę w dogrywce, dającą Wings zwycięstwo zdobył właśnie McCarty, doskonale uwieńczając wieczór, który na zawsze zapisał się na kartach historii NHL.
W 2001 roku Wings zakończyli sezon regularny na 2. miejscu, lecz przegrali w play-off z Kings. Po sezonie do zespołu dołączył legendarny bramkarz Dominik Hašek, pozyskany z Buffalo Sabres, obrońca Vezina Trophy. Drużynę zasilili też weterani Luc Robitaille i Brett Hull a także młody Paweł Dacjuk. Dzięki tym wzmocnieniom większość ekspertów typowało właśnie Skrzydła do zdobycia Pucharu Stanleya. Wings nie zawiedli. Zakończyli sezon zasadniczy na czele tabeli i, mimo dwóch porażek na własnym lodzie, pokonali w pierwszej rundzie play-off Vancouver Canucks. Następnie wygrali z St Louis Blues i Colorado Avalanche. W wielkim finale, w pięciu meczach rozprawili się z niespodziewanym rywalem – Carolina Hurricanes. Hurricanes wygrali w finale konferencji z Toronto Maple Leafs i serię z Wings zaczęli od zwycięstwa w pierwszym meczu. Zespół z Detroit wygrał jednak cztery kolejne potyczki, w tym dramat z trzema dogrywkami, zakończony w końcu bramką Igora Łarionowa. Bowman i Hašek zakończyli po tym sezonie kariery.
Po zdobyciu Pucharu Stanleya w 2002 roku Red Wings odwiedzili w białym domu prezydenta USA George’a Busha. Podczas tego spotkania prezydent gratulował zawodnikom odniesionego sukcesu i wyraził też wyrazy uznania ówczesnemu trenerowi, Scotty’emu Bowmanowi, mówiąc:

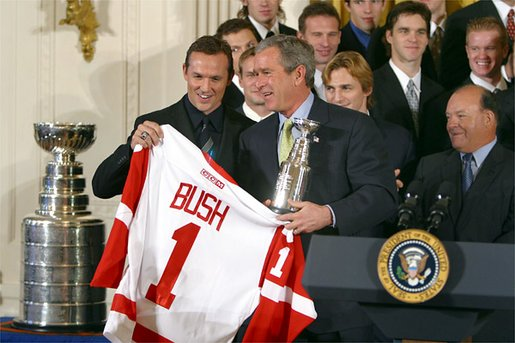
Hokeiści Red Wings z prezydentem Bushem

To zaszczyt przebywać na scenie z takim wielkim trenerem, którego nazwisko widnieje na Pucharze Stanleya dziesięciokrotnie, w tym dziewięć razy jako trener. Najwyraźniej wie co robi (śmiech). Udaje mu się zmusić tych wszystkich urwisów do jeżdżenia w tym samym kierunku, więc musi być w tym dobry (śmiech). Jestem z Ciebie naprawdę dumny, Scotty. Wiem, że ludzie z Detroit Cię kochają i będą za Tobą tęsknić (brawa).

Prezydent podziękował też członkom zespołu, że oprócz świetnej postawy na lodzie potrafią też zachować się poza nim. Przytoczył tutaj przykład Steve’a Yzermana, który podróżował z Pucharem po trzech szpitalach w Michigan oraz rodziny Illitchów, którzy wykorzystali Puchar do zebrania pieniędzy na oddział ratunkowy w mieście. George Bush dostał również od zespołu koszulkę Red Wings z numerem jeden i nazwiskiem prezydenta na jej tylnej części.
W 2003 roku nowym trenerem został Dave Lewis a w bramce zawitał Curtis Joseph, który grał wcześniej w Toronto. Wings zajęli drugie miejsce na Zachodzie, lecz zostali zaskoczeni w pierwszej rundzie play-off przez Anaheim Mighty Ducks, którzy wygrali pierwsze spotkania. Kaczory dość niespodziewanie dotarły do wielkiego finału, gdzie w siedmiu meczach przegrali jednak z New Jersey Devils.
Po sezonie i po długich dyskusjach kontraktu z Wings nie przedłużył Siergiej Fiodorow i odszedł do Anaheim. Do gry postanowił natomiast wrócić Dominik Hašek, co postawiło przed Skrzydłami pewien problem, gdyż Josephowi zostały jeszcze w kontrakcie dwa lata gry w Detroit. Mimo iż był jednym z najwięcej zarabiających graczy w lidze Joseph musiał spędzić trochę czasu w Grand Rapids Griffins, afiliacji Wings w American Hockey League. Po 14 spotkaniach Hašek musiał jednak zrezygnować z gry z powodu kontuzji pachwiny, co pozwoliło Josephowi wrócić do roli bramkarza numer jeden. Wings wzmocnili się również, pozyskując Derriana Hatchera z Dallas Stars i Raya Whitneya z Columbus Blue Jackets. Hatcher doznał jednak na początku sezonu poważnej kontuzji ścięgna i wrócił do gry dopiero pod koniec sezonu zasadniczego. W ostatni dzień okna transferowego do Wings doszedł jeszcze Robert Lang z Washington Capitals.
Rozstawieni w play-off z numerem jeden Wings przeszli pierwszą rundę, pokonując Nashville Predators, lecz odpadli później w sześciu meczach z Calgary Flames. W piątym meczu tej rywalizacji kontuzji oka doznał Steve Yzerman, co wyeliminowało go z dalszej gry.
Władze klubu zdecydowały się następnie skupić na zatrzymaniu w zespole dużej ilości graczy, przez co aktywność Skrzydeł na rynku transferowym była znikoma. Wings przedłużyli kontrakty z Krisem Draperem, który właśnie rozegrał sezon życia, Steve’em Yzermanem, Brendanem Shanahanem, Jiřím Fischerem, Jasonem Williamsem i Mathieu Dandenaultem. Trenerem pozostał także Dave Lewis. Przed wejściem w życie lockoutu, który zaprzepaścił cały następny sezon, nie udało się sfinalizować kontraktów Chrisa Cheliosa, Pawła Dacjuka i obrońcy Mathieu Schneidera, którzy w końcu jednak zostali z klubem. Pożegnali się natomiast Brett Hull i Boyd Devereaux, którzy przeszli do Phoenix Coyotes.

### Od 2005: Nowa era

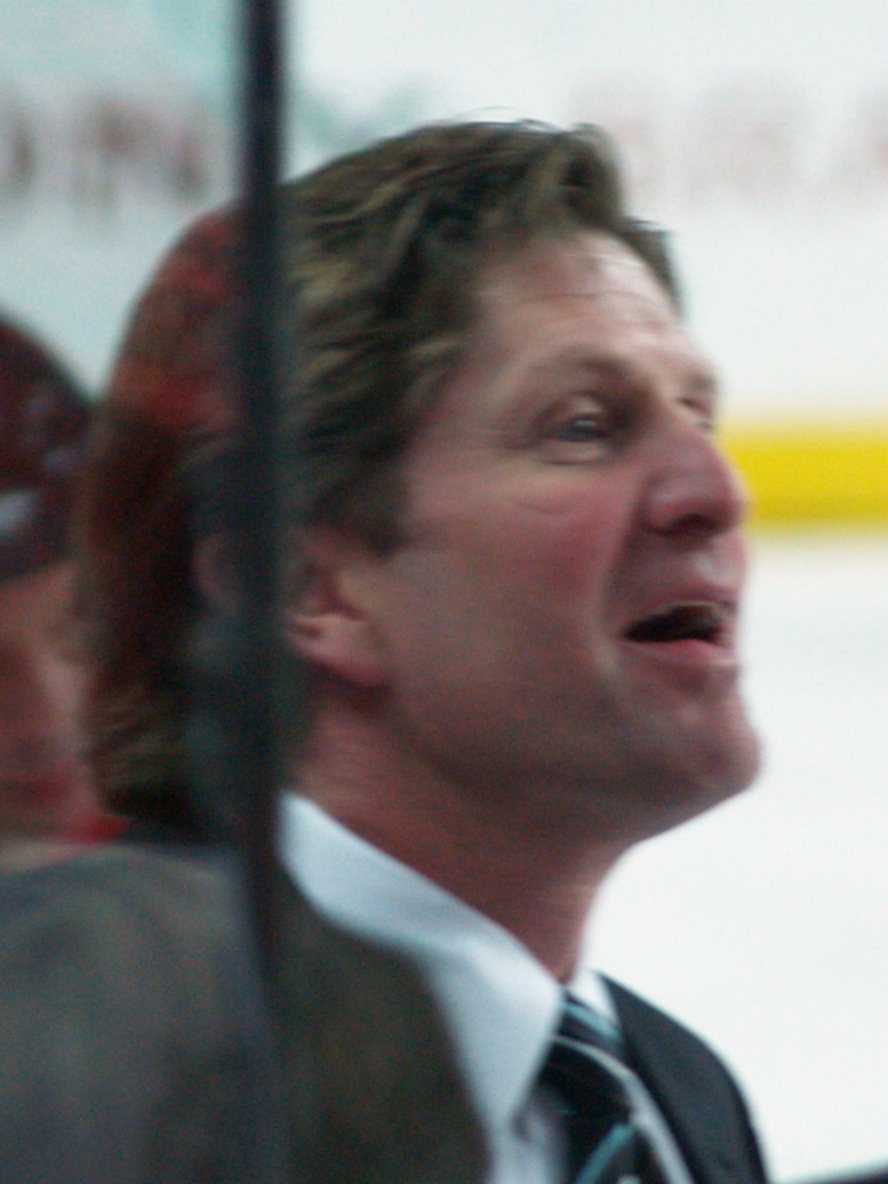
Mike Babcock obecny trener Red Wings

15 lipca 2005 roku nowym trenerem Skrzydeł został Mike Babcock, były trener Anaheim. 8 sierpnia jednoroczny kontrakt z Wings podpisał Chris Osgood, który w międzyczasie grał w New York Islanders i St Louis Blues. Podczas meczu z Nashville Predators, 21 listopada 2005 roku kolejna tragedia wstrząsnęła światem hokejowym. Po około siedmiu minutach gry obrońca Skrzydeł Jiří Fischer doznał ataku serca i stracił przytomność na ławce swojego zespołu. Jego serce wstrzymało pracę, lecz udało się je przywrócić do normalnego działania dzięki niesamowicie szybkiej interwencji sztabu medycznego. Z powodu tego urazu gra została przerwana i przełożona na 23 stycznia 2006. Był to pierwszy przypadek przeniesienia mecz z powodu urazu jednego z zawodników. Wznowione spotkanie trwało pełne 60 minut, lecz zaczęło się z jednobramkową przewagą Predators, czyli z wynikiem jaki widniał na tablicy podczas przerwania listopadowej gry. Zespół z Nashville ostatecznie wygrał mecz 3:2.
Na zimowe igrzyska olimpijskie w Turynie NHL zawiesiło swoje rozgrywki i wysłało swoich zawodników za ocean. Red Wings mieli we Włoszech 10 przedstawicieli. Ze złotym medalem dla reprezentacji Szwecji wrócili Lidström, Henrik Zetterberg, Tomas Holmström, Mikael Samuelsson i Niklas Kronwall. Robert Lang reprezentował brązowych medalistów – Czechy.
Cały sezon Wings skończyli aż z 58 zwycięstwami i 124 punktami na swoim koncie, lecz odpadli już w pierwszej rundzie po sześciomeczowej potyczce z Edmonton Oilers. Po play-off zespół podziękował bramkarzowi Manny’emu Legace, mimo jego wyśmienitej postawy przez cały sezon. Kontrakty na dwa lata przedłużono natomiast Chrisowi Osgoodowi i Nicklasowi Lidströmowi.
Czas po sezonie obfitował w inne przełomowe wydarzenia w składzie Skrzydeł. Po dziewięcioletniej przygodzie z Detroit za grę podziękował Brendan Shanahan, który wybrał ofertę New York Rangers. 31 lipca kolejny jednoroczny kontrakt podpisał Dominik Hašek, dla którego był to początek trzeciego podejścia do gry w Detroit.
Jednak największym wydarzeniem było ogłoszenie zakończenia kariery przez Steve’a Yzermana, bez wątpienia największej ikony zespołu z Detroit ostatniego ćwierćwiecza, który spędził w HockeyTown aż 23 sezony. Yzerman został jednak z drużyną i jest teraz członkiem sztabu zarządzającego klubem. Niedługo po jego wypowiedzi do wiadomości podano informacje, że jego numer, 19, zostanie zastrzeżony. Ceremonia ta odbyła się 2 stycznia 2007 roku, przed meczem z Anaheim Ducks. Schedę kapitana przejął po Kanadyjczyku Nicklas Lidström.
W ostatnim dniu okna transferowego w 2007 roku Wings pozyskali napastników Kyle’a Caldera z Philadelphia Flyers i Todda Bertuzziego z Florida Panthers. Za Caldera do Flyers udał się Jason Williams a nowy nabytek Skrzydeł zdobył bramkę i asystę już w swoim pierwszym występie. Bertuzzi przyszedł do Detroit w zamian za wybory w drafcie i prospekta Shawna Matthiasa.
Sukcesem zakończyły się rozmowy z Pawłem Dacjukiem, który w końcu podpisał kontrakt wiążący go z klubem na siedem lat. Dacjuk jest jedną z największych młodych gwiazd NHL i jednym z najważniejszych zawodników w zespole Skrzydeł, mimo iż jego forma w play-off w poprzednich latach mogła pozostawiać wiele do życzenia.
Ten stan rzeczy uległ jednak zmianie w 2007 roku, kiedy Dacjuk razem z drugim „Euro Bliźniakiem”, Henrikiem Zetterbergiem, unieśli zespół do finału konferencji po raz pierwszy od pięciu lat, pokonując po drodze Calgary Flames i San Jose Sharks. Wings ulegli jednak w sześciu meczach Anaheim Ducks, którzy ostatecznie pokonali w wielkim finale Ottawa Senators 4–1. Wings skończyli wcześniej sezon zasadniczy na czele tabeli z tą samą liczbą  punktów co Buffalo Sabres. Presidents’ Trophy trafił jednak do Buffalo, gdyż Sabres mieli na swoim koncie więcej zwycięstw.
Seria finału konferencji z Ducks była bardzo zacięta. Wings prowadzili już 2–1 po zwycięstwie 5:0 w Anaheim, lecz trzy kolejne spotkania padły łupem Kaczorów. W piątym meczu Wings prowadzili 3:2 na niecałą minute przed końcem spotkania, lecz pozwolili Ducks doprowadzić do dogrywki, którą goście ostatecznie wygrali. W ostatnim meczu Ducks objęli prowadzenie 3:0 i zdawało się, że Wings stracili już jakiekolwiek szanse na wygraną. Mimo trzybramkowego zrywu w ostatniej tercji Ducks zdobyli też jedno trafienie, które pozwoliło im awansować do finału.
W kwietniu 2007 roku trzyletnie przedłużenie kontraktu podpisał Kirk Maltby, a po sezonie na kolejny rok gry w Detroit zdecydował się także 45-letni Chris Chelios. O chęci powrotu poinformował też Dominik Hašek, który był jednym z niespodziewanych bohaterów minionego sezonu. Czech podpisał w końcu kontrakt 6 lipca. Umowa związuje go z klubem na kolejny sezon, w którym zarobi 2 miliony dolarów plus bonusy, które mogą podwoić tę kwotę.
1 lipca pięcioletni kontrakt z zespołem podpisał obrońca New Jersey Devils Brian Rafalski. Umowa opiewa na kwotę 30 milionów dolarów. Ken Holland pozyskał tego zawodnika w odpowiedzi na podpisanie kontraktu przez Mathieu Schneidera, który skończył swoją przygodę z Red Wings i przeszedł do Anaheim Ducks. Dzień później z klubem pożegnali się kolejni gracze – Robert Lang, Kyle Calder i, co najważniejsze, Todd Bertuzzi. W przypadku tego ostatniego, mimo iż obie strony wyrażały chęć dalszej współpracy, nie udało im się dogadać w sprawie długości i wartości kontraktu, więc „Big Bert” postanowił pójść w ślady Schneidera i przyłączyć się do Anaheim Ducks. Lang przeszedł do Chicago Blackhawks, a Calder do Los Angeles Kings.
Pierwsza dobra wiadomość związana z rynkiem wolnych agentów po sezonie 2006/07 przyszła 5 lipca 2007 roku, kiedy na kolejny rok kontrakt z Red Wings przedłużył młody, czeski napastnik Jiří Hudler. 9 lipca Ken Holland podpisał kolejnego zawodnika. Do Red Wings dołączył na jeden sezon Dallas Drake, który był przez Detroit wybrany w drafcie w 1989 roku.
Sezon 2007/08 rozpoczął się 17 spotkaniami, w których przynajmniej jeden punkt na mecz zdobywał Henrik Zetterberg, czym ustanowił rekord klubu. Red Wings doskonale radzili sobie przez cały sezon regularny, dzięki czemu po raz kolejny sięgnęli po Presidents’ Trophy. Wyrównali też rekord zespołu odnosząc dziewięć kolejnych zwycięstw na przełomie października i listopada. Czerwone Skrzydła miały szansę pokonać też najlepszy wynik punktowy w historii drużyny, lecz plaga kontuzji i seria porażek w lutym przekreśliła te szanse.
W dzień zamknięcia okna transferowego do Red Wings powrócił Darren McCarty. Drugim wzmocnieniem było pozyskanie Brada Stuarta z Los Angeles Kings w zamian za wybór w drugiej rundzie draftu w roku 2008 i w czwartej w 2009. Pod koniec sezonu władze klubu podpisały też trzyletni kontrakt z Justinem Abdelkaderem z Michigan State University.
4 czerwca 2008 roku, po wygranej 3:2 w meczu numer 6 finałowej serii play-off nad Pittsburgh Penguins, Red Wings sięgnęli po 11. w historii Puchar Stanleya. Na swojej drodze do tego tryumfu pokonali kolejno Nashville Predators (4–2), Colorado Avalanche (4–0), Dallas Stars (4–2) oraz Pittsburgh Penguins (4–2). Powtórzyli tym samym swoje osiągnięcie z sezonu 2001/02, gdzie również sięgnęli po najwyższe trofeum w lidze NHL, wygrywając również sezon zasadniczy. Żadnemu innemu zespołowi nie udało się to przez ostatnie sześć lat. Conn Smythe Trophy, nagroda dla najbardziej wartościowego zawodnika fazy play-off, powędrowała do Henrika Zetterberga, który w całych rozgrywkach zdobył 27 punktów (13G–14A) w 22 spotkaniach.
Rewelacją sezonu okazał się natomiast Johan Franzen, który w marcu zdobył sześć bramek dających zwycięstwo swojej drużynie, bijąc tym samym rekord legendarnego Gordiego Howe’a. Szwed zakończył fazę play-off z takim samym dorobkiem bramkowym co Zetterberg, co było jednocześnie najlepszym wynikiem w lidze.

## Sezon po sezonie
| Ostatnie sezony | Ostatnie sezony | Ostatnie sezony | Ostatnie sezony | Ostatnie sezony | Ostatnie sezony | Ostatnie sezony | Ostatnie sezony | Ostatnie sezony | Ostatnie sezony | Ostatnie sezony | Ostatnie sezony | Ostatnie sezony | Ostatnie sezony         |
| Sezon           | Konferencja     | Miejsce         | Dywizja         | Miejsce         | Mecze           | Z               | P               | R               | PK              | Pkt             | ZB              | SB              | Wyniki play-off         |
| --------------- | --------------- | --------------- | --------------- | --------------- | --------------- | --------------- | --------------- | --------------- | --------------- | --------------- | --------------- | --------------- | ----------------------- |
|                 |                 |                 |                 |                 |                 |                 |                 |                 |                 |                 |                 |                 |                         |
| 2019–20         | Wschodnia       | 16              | Atlantycka      | 8               | 711             | 17              | 49              | –               | 5               | 39              | 145             | 267             | Nie zakwalifikowała się |
|                 |                 |                 |                 |                 |                 |                 |                 |                 |                 |                 |                 |                 |                         |
| 2018–19         | Wschodnia       | 14              | Atlantycka      | 7               | 82              | 32              | 40              | –               | 10              | 74              | 227             | 277             | Nie zakwalifikowała się |
|                 |                 |                 |                 |                 |                 |                 |                 |                 |                 |                 |                 |                 |                         |
| 2017–18         | Wschodnia       | 13              | Atlantycka      | 5               | 82              | 30              | 39              | –               | 13              | 73              | 217             | 255             | Nie zakwalifikowała się |
|                 |                 |                 |                 |                 |                 |                 |                 |                 |                 |                 |                 |                 |                         |
| 2016–17         | Wschodnia       | 14              | Atlantycka      | 7               | 82              | 33              | 36              | –               | 13              | 79              | 207             | 244             | Nie zakwalifikowała się |
|                 |                 |                 |                 |                 |                 |                 |                 |                 |                 |                 |                 |                 |                         |
| 2015–16         | Wschodnia       | 8               | Atlantycka      | 3               | 82              | 41              | 30              | –               | 11              | 93              | 211             | 224             | Porażka z Lightning 1-4 |

| Sezony od 2010/2011 do 2014/2015 | Sezony od 2010/2011 do 2014/2015 | Sezony od 2010/2011 do 2014/2015 | Sezony od 2010/2011 do 2014/2015 | Sezony od 2010/2011 do 2014/2015 | Sezony od 2010/2011 do 2014/2015 | Sezony od 2010/2011 do 2014/2015 | Sezony od 2010/2011 do 2014/2015 | Sezony od 2010/2011 do 2014/2015 | Sezony od 2010/2011 do 2014/2015 | Sezony od 2010/2011 do 2014/2015 | Sezony od 2010/2011 do 2014/2015 | Sezony od 2010/2011 do 2014/2015 | Sezony od 2010/2011 do 2014/2015                |
| Sezon                            | Konferencja                      | Miejsce                          | Dywizja                          | Miejsce                          | Mecze                            | Z                                | P                                | R                                | PK                               | Pkt                              | ZB                               | SB                               | Wyniki play-off                                 |
| -------------------------------- | -------------------------------- | -------------------------------- | -------------------------------- | -------------------------------- | -------------------------------- | -------------------------------- | -------------------------------- | -------------------------------- | -------------------------------- | -------------------------------- | -------------------------------- | -------------------------------- | ----------------------------------------------- |
|                                  |                                  |                                  |                                  |                                  |                                  |                                  |                                  |                                  |                                  |                                  |                                  |                                  |                                                 |
| 2014–15                          | Wschodnia                        | 6                                | Atlantycka                       | 3                                | 82                               | 43                               | 25                               | –                                | 14                               | 100                              | 235                              | 221                              | Porażka z Lightning 3-4                         |
|                                  |                                  |                                  |                                  |                                  |                                  |                                  |                                  |                                  |                                  |                                  |                                  |                                  |                                                 |
| 2013–14                          | Wschodnia                        | 8                                | Atlantycka                       | 4                                | 82                               | 39                               | 28                               | –                                | 15                               | 93                               | 222                              | 230                              | Porażka z Bruins 1-4                            |
|                                  |                                  |                                  |                                  |                                  |                                  |                                  |                                  |                                  |                                  |                                  |                                  |                                  |                                                 |
| 2012–13                          | Zachodnia                        | 7                                | Centralna                        | 3                                | 48                               | 24                               | 16                               | –                                | 8                                | 56                               | 124                              | 115                              | Zwycięstwo z Ducks 4-3 Porażka z Blackhawks 3-4 |
|                                  |                                  |                                  |                                  |                                  |                                  |                                  |                                  |                                  |                                  |                                  |                                  |                                  |                                                 |
| 2011–12                          | Zachodnia                        | 5                                | Centralna                        | 3                                | 82                               | 48                               | 28                               | –                                | 6                                | 102                              | 248                              | 203                              | Porażka z Nashville Predators 1-4               |
|                                  |                                  |                                  |                                  |                                  |                                  |                                  |                                  |                                  |                                  |                                  |                                  |                                  |                                                 |
| 2010–11                          | Zachodnia                        | 3                                | Centralna                        | 1                                | 82                               | 47                               | 25                               | –                                | 10                               | 104                              | 261                              | 241                              | Zwycięstwo z Coyotes 4-0 Porażka z Sharks 3-4   |

Legenda:

Z = Zwycięstwa, P = Porażki, R = Remisy (do sezonu 2004/2005), PK = Przegrane po dogrywce lub karnych, Pkt = Punkty, ZB = Bramki zdobyte, SB = Bramki stracone
| Puchar Stanleya | Mistrz Konferencji | Mistrz Dywizji | Awans do play-off | Presidents’ Trophy |

- 1 Sezon zasadniczy ze względu na epidemię koronawirusa został przerwany a następnie zakończony.

M=Mecze, W=Wygrane, P=Przegrane, R=Remisy, PpD=Porażki po dogrywce, PKT=Punkty, GZ=Gole zdobyte, GS=Gole stracone, KwM=Kary w minutach, ZSZ=Zakończenie sezonu zasadniczego, Playoffs=Postęp w play-offs
| Sezon     | M                                | W                                | P                                | R                                | PpD                              | PKT                              | GZ                               | GS                               | KwM                              | ZSZ                              | Playoffs                                                            |
| 2002–2003 | 82                               | 48                               | 20                               | 10                               | 4                                | 110                              | 269                              | 203                              | 1214                             | 1 w dywizji Centralnej           | Przegrali w ćwierćfinale konferencji 0–4 z Anaheim Mighty Ducks     |
| 2003–2004 | 82                               | 48                               | 21                               | 11                               | 2                                | 109                              | 255                              | 189                              | 966                              | 1 w dywizji Centralnej           | Przegrali w półfinale konferencji 2–4 z Calgary Flames              |
| 2004–2005 | Sezon odwołany z powodu lockoutu | Sezon odwołany z powodu lockoutu | Sezon odwołany z powodu lockoutu | Sezon odwołany z powodu lockoutu | Sezon odwołany z powodu lockoutu | Sezon odwołany z powodu lockoutu | Sezon odwołany z powodu lockoutu | Sezon odwołany z powodu lockoutu | Sezon odwołany z powodu lockoutu | Sezon odwołany z powodu lockoutu | Sezon odwołany z powodu lockoutu                                    |
| 2005–2006 | 82                               | 58                               | 16                               | –                                | 8                                | 124                              | 305                              | 209                              | 1127                             | 1 w dywizji Centralnej           | Przegrali w ćwierćfinale konferencji 2–4 z Edmonton Oilers          |
| 2006–2007 | 82                               | 50                               | 19                               | –                                | 13                               | 113                              | 254                              | 199                              |                                  | 1 w dywizji Centralnej           | Przegrali w finale konferencji 2–4 z Anaheim Ducks                  |
| 2007–2008 | 82                               | 54                               | 21                               | –                                | 7                                | 115                              | 257                              | 184                              |                                  | 1 w dywizji Centralnej           | Wygrali Puchar Stanleya, pokonując na wyjeździe Pittsburgh Penguins |

Od sezonu 2005–2006 wszystkie mecze NHL rozstrzygane są za pomocą dogrywki lub rzutów karnych

## Hale i lodowiska klubu
Obecną halą zespołu jest Joe Louis Arena (otwarta 12 grudnia 1979), do której przenieśli się w sezonie 1979/1980. Wcześniej mecze Red Wings były rozgrywane w Olympia Stadium.

### Detroit Olympia / Olympia Stadium (1927–1979)
Hala Olympia funkcjonowała w latach 1927–1986 i mogła pomieścić 16 700 widzów. Pod jej dachem swoje mecze rozgrywali Detroit Red Wings oraz Detroit Pistons z NBA. Skrzydła wyprowadziły się stamtąd w roku 1979 a Pistons ostatni mecz rozegrali w roku 1961 (grali tam od 1957). Oprócz wydarzeń sportowych (hokej, koszykówka, boks, wrestling) w Olympii odbywały się też koncerty takich sław jak The Beatles, Elvis Presley, The Rolling Stones czy Frank Sinatra.
W roku 1977 został tam rozegrany finałowy mecz uniwersyteckich rozgrywek hokejowych NCAA. W spotkaniu Wisconsin Badgers – Minnesota Golden Gophers padł wynik 6:5 (po dogrywce).
Na pożegnanie Red Wings, NHL wybrała halę Olympia do goszczenia 32-ego Meczu Gwiazd ligi. W 1986 roku hala została zburzona.

### Joe Louis Arena (od 1979)

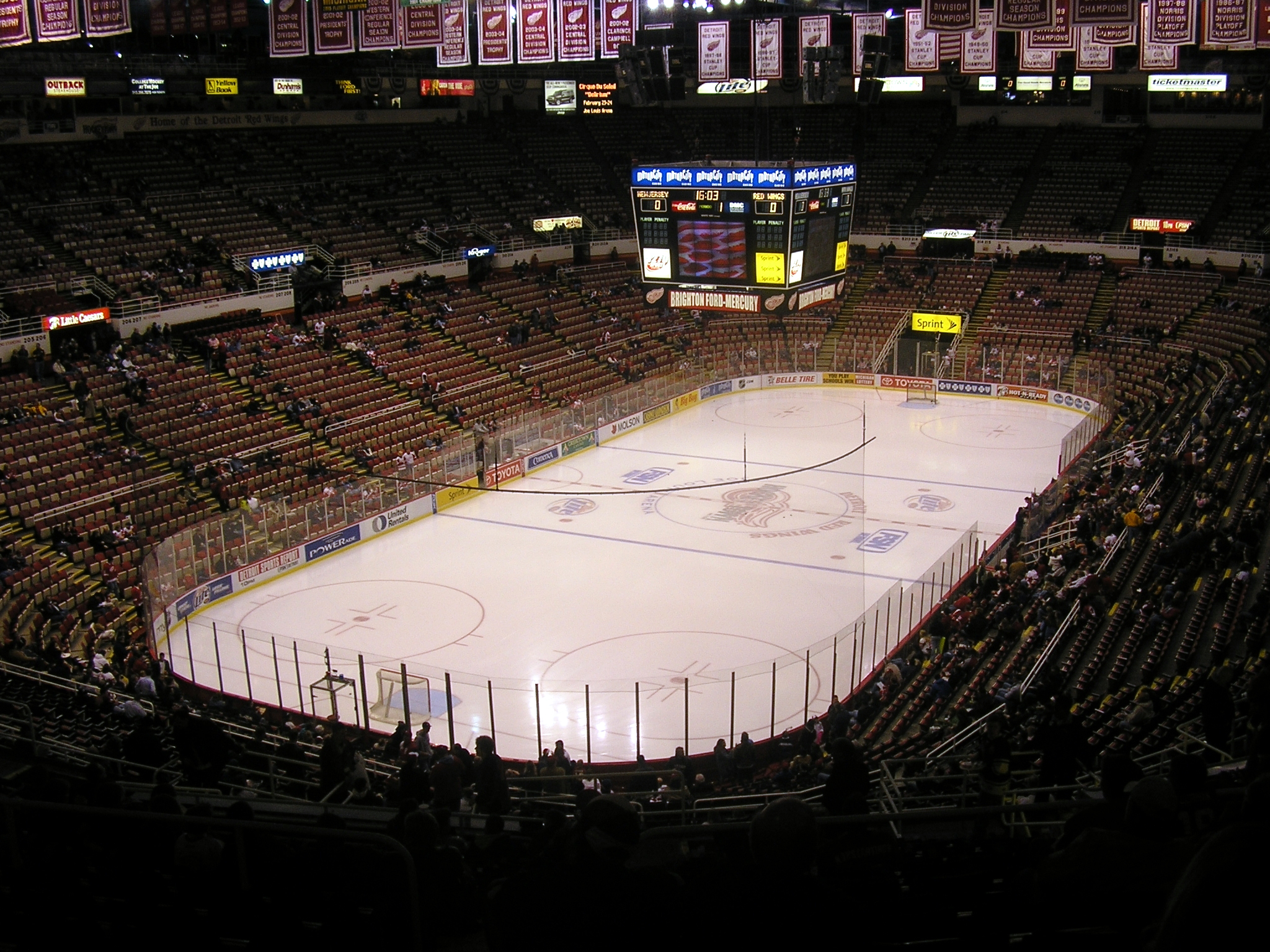
Joe Louis Arena

Otwarta 12 grudnia 1979 hala, wybudowana za około 57 milionów dolarów, nosi nazwę na cześć boksera Joe Louisa, który dorastał w Detroit. Pierwszym wydarzeniem w nowej hali był mecz koszykówki pomiędzy Michigan Wolverines a UDM Titans.
Hala jest własnością miasta Detroit ale jest prowadzona przez Olympia Entertainment, Inc. siostrzaną firmę Illitch Holdings, której właścicielem jest Mike Illitch, właściciel Red Wings. Byłymi użytkownikami JLA byli Detroit Drive (Arena Football League), w latach 1988–1993, Junior Detroit Red Wings (OHL, 1992–1995) oraz Detroit Rockers (NPSL, 1996–2001).
Z hali korzystali również Detroit Pistons przez kilka meczów w sezonie 1984–1985, ponieważ ich hala, Pontiac Silverdome doznała poważnych uszkodzeń podczas burzy śnieżnej, jaka przeszła w tamtych okolicach podczas sezonu.
Ponieważ Joe Louis Arena jest jedną ze starszych i bardziej archaicznych hal obecnie używanych w NHL, powstają plany przeniesienia klubu do innej, nowej lokalizacji. W związku z pewnymi planami poszerzenia brzegu rzeki Detroit, prawdopodobne jest, że hala ta zostanie zburzona. Mimo to, wiele fanów przywiązało się do Joe Louis Arena i nie chcą, aby klub przeprowadził się do bardziej nowoczesnej hali.

## Sukcesy
Zespół Czerwonych Skrzydeł jest jednym z najbardziej utytułowanych zespołów ligi NHL. Zdobyli wszystkie możliwe trofea drużynowe, a zawodnicy Red Wings zdobyli większość indywidualnych nagród.
- Puchar Stanleya: 1936, 1937, 1943, 1950, 1952, 1954, 1955, 1997, 1998, 2002, 2008
- Presidents’ Trophy: 1995, 1996, 2002, 2004, 2006
- Clarence S. Campbell Bowl: 1995, 1997, 1998, 2002
- Prince of Wales Trophy: 1934, 1936, 1937, 1943, 1949, 1950, 1951, 1952, 1953, 1954, 1955, 1957, 1965
- O’Brien Trophy: 1941, 1942, 1945, 1948, 1949

## Zawodnicy

### Kapitanowie drużyny
Od początku osiemdziesięcioletniej historii zespołu Red Wings miał około 32 kapitanów. Najdłużej był nim Steve Yzerman 20 sezonów.
| - Art Duncan: 1926–1927 - Reg Noble: 1927–1930 - George Hay: 1930–1931 - Carson Cooper: 1931–1932 - Larry Aurie: 1932–1933 - Herbie Lewis: 1933–1934 - Ebbie Goodfellow: 1934–1935 - Doug Young: 1935–1938 - Ebbie Goodfellow: 1938–1942 - Sid Abel: 1942–1943 - Mud Bruneteau: 1943–1944 - William Hollett: 1944–1946 - Sid Abel: 1946–1952 - Ted Lindsay: 1952–1956 - Red Kelly: 1956–1958 - Gordie Howe: 1958–1962 - Alex Delvecchio: 1962–1973 - Nick Libett, Red Berenson, Gary Bergman, Ted Harris, Mickey Redmond i Larry Johnston: 1973–1974 |  | - Marcel Dionne: 1974–1975 - Danny Grant: 1975–1977 - Terry Harper: 1975–1976 (tymczasowy) - Dennis Polonich: 1976–1977 (tymczasowy) - Dan Maloney: 1977–1978 - Dennis Hextall: 1978–1979 - Nick Libett: 1979 - Dale McCourt: 1979–1980 - Errol Thompson: 1980–1981 - Reed Larson: 1981–1982 - Danny Gare: 1982–1986 - Steve Yzerman: 1986–2006 - Nicklas Lidström: 2006–2012 - Henrik Zetterberg: 2012–2018 |

### Wyróżnienia indywidualne
| Art Ross Trophy - Ted Lindsay: 1949–1950 - Gordie Howe: 1950–1951, 1951–1952, 1952–1953, 1953–1954, 1956–1957, 1962–1963 Bill Masterton Memorial Trophy - Brad Park: 1983–1984 - Steve Yzerman: 2003–2004 Calder Memorial Trophy - Jim McFadden: 1947–1948 - Terry Sawchuk: 1950–1951 - Glenn Hall: 1955–1956 - Roger Crozier: 1964–1965 Conn Smythe Trophy - Roger Crozier: 1965–1966 - Mike Vernon: 1996–1997 - Steve Yzerman: 1997–1998 - Nicklas Lidström: 2001–2002 Frank J. Selke Trophy - Siergiej Fiedorow: 1993–1994, 1995–1996 - Steve Yzerman: 1999–2000 - Kris Draper: 2003–2004 Hart Memorial Trophy - Ebbie Goodfellow: 1939–1940 - Sid Abel: 1948–1949 - Gordie Howe: 1951–1952, 1952–1953, 1956–1957, 1957–1958, 1959–1960, 1962–1963 - Siergiej Fiedorow: 1993–1994 James Norris Memorial Trophy - Red Kelly: 1953–1954 - Paul Coffey: 1994–1995 - Nicklas Lidström: 2000–2001, 2001–2002, 2002–2003, 2005–2006, 2006–2007 Jack Adams Award - Bobby Kromm: 1977–1978 - Jacques Demers: 1986–1987, 1987–1988 - Scotty Bowman: 1995–1996 King Clancy Memorial Trophy - Brendan Shanahan: 2002–2003 |  | Lady Byng Memorial Trophy - Marty Barry: 1936–1937 - Bill Quackenbush: 1948–1949 - Red Kelly: 1950–1951, 1952–1953, 1953–1954 - Earl Reibel: 1955–1956 - Alex Delvecchio: 1958–1959, 1965–1966, 1968–1969 - Marcel Dionne: 1974–1975 - Paweł Daciuk: 2005–2006, 2006–2007 Lester B. Pearson Award - Steve Yzerman: 1988–1989 - Siergiej Fiedorow: 1993–1994 Lester Patrick Trophy - Jack Adams: 1965–1966 - Gordie Howe: 1966–1967 - Terry Sawchuk: 1970–1971 - Alex Delvecchio: 1973–1974 - Tommy Ivan i Bruce Norris: 1974–1975 - Mike Ilitch: 1990–1991 - Scotty Bowman: 2000–2001 - Marcel Dionne: 2005–2006 - Reed Larson: 2005–2006 - Steve Yzerman: 2005–2006 NHL Plus/Minus Award - Paul Ysebaert: 1991–1992 - Władimir Konstantinow: 1995–1996 - Chris Chelios: 2001–2002 Vezina Trophy - Normie Smith: 1936–1937 - Johnny Mowers: 1942–1943 - Terry Sawchuk: 1951–1952, 1952–1953, 1954–1955 William M. Jennings Trophy - Chris Osgood i Mike Vernon: 1995–1996 NHL All-Rookie Team - 1984: Steve Yzerman - 1991: Siergiej Fiedorow - 1992: Nicklas Lidström i Władimir Konstantinow - 2003: Henrik Zetterberg |

### Zastrzeżone numery

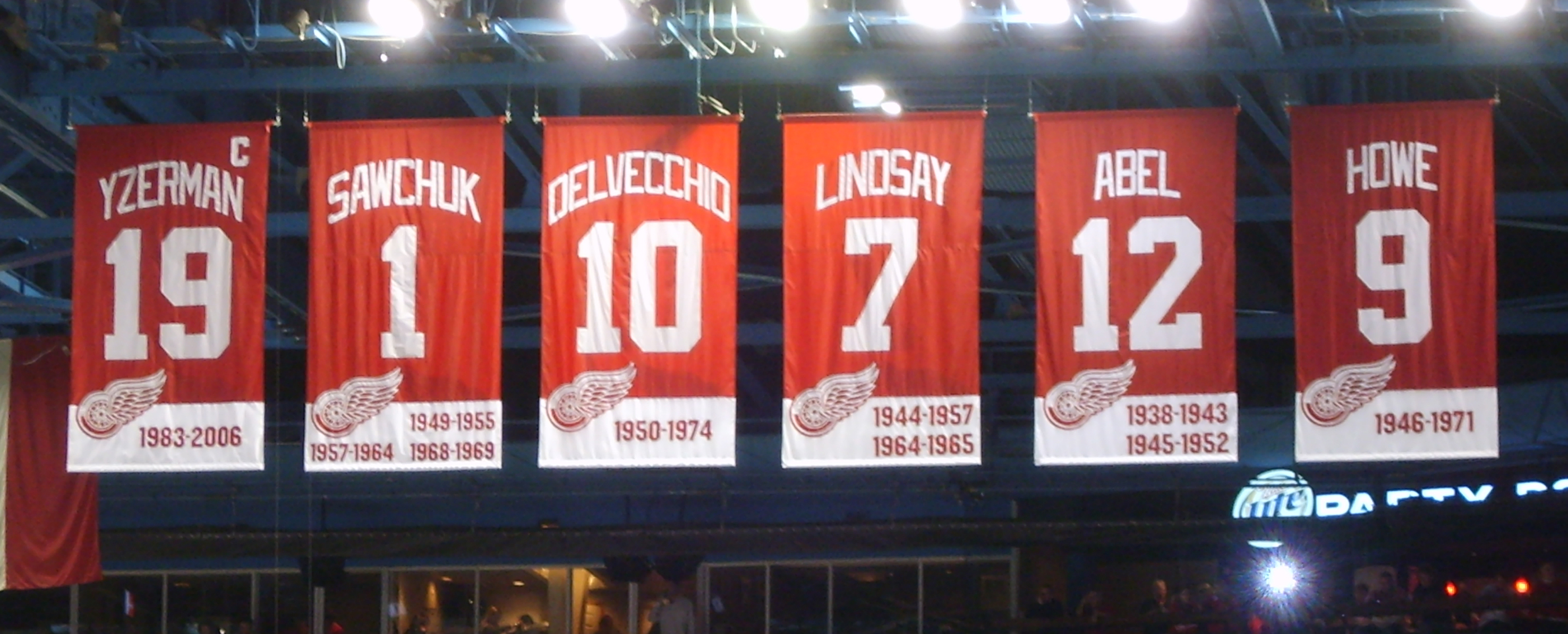
Zastrzeżone numery wiszące w hali Joe Louis Arena

Zastrzeżone numery otrzymują zawodnicy, którzy szczególnie zasłużyli się dla klubu. Jak na razie w klubie z Detroit jest siedem zastrzeżonych numerów, ale tylko sześć z nich należy do zawodników Czerwonych Skrzydeł.
| #  | Zawodnik        | Pozycja | Lata w Detroit      |
| 1  | Terry Sawchuk   | B       | 49–55; 57–64; 68/69 |
| 7  | Ted Lindsay     | LS      | 44–57; 64/65        |
| 9  | Gordie Howe     | PS      | 46–71               |
| 10 | Alex Delvecchio | B       | 50–74               |
| 12 | Sid Abel        | Ś       | 38–43; 45–52        |
| 19 | Steve Yzerman   | Ś       | 1983–2006           |
| 99 | Wayne Gretzky*  | Ś       | ---                 |

* Numer zastrzeżony w całej NHL. Banner z numerem '99' nie wisi pod dachem hali w Detroit.
Oprócz tych numerów są takie, które nie są zastrzeżone, ale także nie są też używane przez zawodników Red Wings:
- #6 – Larry Aurie (1927–1936). Ten numer został zastrzeżony przez byłego właściciela klubu, Jamesa Norrisa, po sezonie 1938/39. Obecny właściciel, Mike Illitch, nie uznaje tego numeru za zastrzeżony a nawet kazał go wykreślić z oficjalnej księgi rekordów ligi NHL od sezonu 2000/01. Mimo wszystko, numer ten nie jest używany w zespole[12].
- #16 – Władimir Konstantinow (1991–1997). Numer 16 nie jest używany od momentu kończącego karierę Rosjanina wypadku samochodowego po wygraniu Pucharu Stanleya w 1997 roku.

### Lista hokeistów wszech czasów
Najbardziej utytułowanym graczem Czerwonych Skrzydeł jest Gordie Howe, który rozegrał 1687 meczów w ciągu 25 sezonów i zdobył 1809 punktów.
POZ=Pozycja, M=Mecze, B=Bramki, A=Asysty, PKT=Punkty, P/M=Średnia liczba punktów na mecz
| LP. | Zawodnik           | POZ | M    | B   | A    | PKT  | P/M  |
| 1   | Gordie Howe        | PS  | 1687 | 786 | 1023 | 1809 | 1.07 |
| 2   | Steve Yzerman      | Ś   | 1514 | 692 | 1063 | 1755 | 1.16 |
| 3   | Alex Delvecchio    | Ś   | 1549 | 456 | 825  | 1281 | 0.83 |
| 4   | Nicklas Lidström   | O   | 1564 | 264 | 878  | 1142 | 0.73 |
| 5   | Siergiej Fiedorow  | Ś   | 908  | 400 | 554  | 954  | 1.05 |
| 6   | Paweł Daciuk*      | Ś   | 779  | 255 | 512  | 767  | 0.98 |
| 7   | Norm Ullman        | Ś   | 875  | 324 | 434  | 758  | 0.87 |
| 8   | Ted Lindsay        | LS  | 862  | 335 | 393  | 728  | 0.84 |
| 9   | Henrik Zetterberg* | Ś   | 714  | 263 | 409  | 672  | 0.94 |
| 10  | Brendan Shanahan   | LS  | 716  | 309 | 324  | 633  | 0.88 |

* Nadal gra

## Szkoleniowcy
W całej historii zespołu drużyna miała 26 trenerów. Najdłużej był nim Jack Adams: 20 sezonów. Pomimo tak dużej liczby trenerów tylko czterech z nich zdobyło Puchar Stanleya. 13 trenerów było również wcześniej zawodnikami Red Wings. Byli to: Duncan, Keats, Abel, Gadsby, Barkley, Wilson, Delvecchio, Dea, Wilson, Pronovost, Lindsay, Park, Lewis. W latach 1970–1983 stanowisko trenera zmieniało się 16 razy. Obecnie trenerem jest Mike Babcock.
| Trener           | Sezony          | Mecze | Zwycięstwa | Porażki | Remisy | Puchar Stanleya  |
| ---------------- | --------------- | ----- | ---------- | ------- | ------ | ---------------- |
| Art Duncan       | 1926–1927       | 33    | 10         | 21      | 2      | –                |
| Duke Keats       | 1927            | 11    | 2          | 7       | 3      | –                |
| Jack Adams       | 1927–1947       | 964   | 413        | 390     | 161    | 1936–1937–1943   |
| Tommy Ivan       | 1947–1954       | 470   | 262        | 118     | 90     | 1950–1952–1954   |
| Jimmy Skinner    | 1954–1957       | 247   | 123        | 78      | 46     | 1955             |
| Sid Abel         | 1957–1968, 1970 | 811   | 340        | 339     | 132    | -                |
| Bill Gadsby      | 1968–1970       | 78    | 35         | 31      | 12     | –                |
| Ned Harkness     | 1970–1971       | 38    | 12         | 22      | 4      | -                |
| Doug Barkley     | 1971–1976       | 77    | 20         | 46      | 11     | -                |
| Johnny Wilson    | 1972–1973       | 145   | 67         | 56      | 22     | -                |
| Ted Garvin       | 1973            | 12    | 2          | 9       | 1      | -                |
| Alex Delvecchio  | 1974–1976       | 155   | 53         | 81      | 21     | -                |
| Billy Dea        | 1976–1977, 1982 | 100   | 32         | 57      | 11     | -                |
| Larry Wilson     | 1977            | 36    | 3          | 29      | 4      | -                |
| Bobby Kromm      | 1977–1980       | 231   | 79         | 111     | 41     | -                |
| Marcel Pronovost | 1980            | 9     | 2          | 7       | 0      | -                |
| Ted Lindsay      | 1980–1981       | 20    | 3          | 14      | 3      | -                |
| Wayne Maxner     | 1981–1982       | 129   | 34         | 68      | 27     | -                |
| Nick Polano      | 1982–1985       | 240   | 79         | 127     | 34     | -                |
| Harry Neale      | 1986            | 35    | 8          | 23      | 4      | -                |
| Brad Park        | 1986            | 45    | 9          | 34      | 2      | -                |
| Jacques Demers   | 1986–1990       | 320   | 137        | 136     | 47     | -                |
| Bryan Murray     | 1990–1993       | 244   | 124        | 91      | 29     | -                |
| Scotty Bowman    | 1993–2002       | 701   | 410        | 203     | 88     | 1997–1998 – 2002 |
| Dave Lewis       | 2002–2004       | 164   | 96         | 47      | 21     | -                |
| Mike Babcock     | 2004            | 164   | 108        | 56      | -      | 2008             |

Stan na 10 kwietnia 2007

## Menadżerowie generalni
Do tej pory zespół Czerwonych Skrzydeł miał 12 menadżerów. Najdłużej był nim Jack Adams: 37 lat (był również trenerem tego zespołu). Obecnie funkcje te pełni od 1997 roku Ken Holland.
| Imię Nazwisko   | Lata         |
| --------------- | ------------ |
| Art Duncan      | 1926 do 1927 |
| Duke Keats      | 1927         |
| Jack Adams      | 1927 do 1962 |
| Sid Abel        | 1962 do 1970 |
| Ned Harkness    | 1970 do 1974 |
| Alex Delvecchio | 1974 do 1976 |
| Ted Lindsay     | 1976 do 1980 |
| Jimmy Skinner   | 1980 do 1982 |
| Jim Devellano   | 1982 do 1990 |
| Bryan Murray    | 1990 do 1994 |
| Jim Devellano   | 1994 do 1997 |
| Ken Holland     | Od 1997      |

## Klub w drafcie NHL
Lista zawodników wybranych najwyżej w pierwszej rundzie każdej edycji draftu NHL:
| Rok  | Zawodnik                      | Nar.   | Miejsce |      | Rok                           | Zawodnik          | Nar. | Miejsce |
| ---- | ----------------------------- | ------ | ------- | ---- | ----------------------------- | ----------------- | ---- | ------- |
| 1963 | Pete Mahovlich                | Kanada | 2.      | 1986 | Joe Murphy                    | Kanada            | 1.   |         |
| 1964 | Claude Gauthier               | Kanada | 1.      | 1987 | Yves Racine                   | Kanada            | 11.  |         |
| 1965 | George Forgie                 | Kanada | 3.      | 1988 | Kory Kocur                    | Kanada            | 17.  |         |
| 1966 | Steve Atkinson                | Kanada | 6.      | 1989 | Mike Sillinger                | Kanada            | 11.  |         |
| 1967 | Ron Barkwell                  | Kanada | 9.      | 1990 | Keith Primeau                 | Kanada            | 3.   |         |
| 1968 | Steve Andrascik               | Kanada | 11.     | 1991 | Martin Lapointe               | Kanada            | 10.  |         |
| 1969 | Jim Rutherford                | Kanada | 10.     | 1992 | Curtis Bowen                  | Kanada            | 22.  |         |
| 1970 | Serge Lajeunesse              | Kanada | 12.     | 1993 | Anders Eriksson               | Szwecja           | 22.  |         |
| 1971 | Marcel Dionne                 | Kanada | 2.      | 1994 | Jan Gołubowskij               | Rosja             | 23.  |         |
| 1972 | Nie brali udziału w I rundzie | -      | –       | 1995 | Maksim Kuzniecow              | Rosja             | 26.  |         |
| 1973 | Terry Richardson              | Kanada | 11.     | 1996 | Jesse Wallin                  | Kanada            | 26.  |         |
| 1974 | Bill Lochead                  | Kanada | 9.      | 1997 | Nie brali udziału w I rundzie | -                 | –    |         |
| 1975 | Rick Lapointe                 | Kanada | 5.      | 1998 | Jiří Fischer                  | Czechy            | 25.  |         |
| 1976 | Fred Williams                 | Kanada | 4.      | 1999 | Nie brali udziału w I rundzie | -                 | –    |         |
| 1977 | Dale McCourt                  | Kanada | 1.      | 2000 | Niklas Kronwall               | Szwecja           | 29.  |         |
| 1978 | Willie Huber                  | Niemcy | 9.      | 2001 | Nie brali udziału w I rundzie | -                 | –    |         |
| 1979 | Mike Foligno                  | Kanada | 3.      | 2002 | Nie brali udziału w I rundzie | -                 | –    |         |
| 1980 | Mike Blaisdell                | Kanada | 11.     | 2003 | Nie brali udziału w I rundzie | -                 | –    |         |
| 1981 | Nie brali udziału w I rundzie | -      | –       | 2004 | Nie brali udziału w I rundzie | -                 | –    |         |
| 1982 | Murray Craven                 | Kanada | 17.     | 2005 | Jakub Kindl                   | Czechy            | 19.  |         |
| 1983 | Steve Yzerman                 | Kanada | 4.      | 2006 | Nie brali udziału w I rundzie | -                 | –    |         |
| 1984 | Shawn Burr                    | Kanada | 7.      | 2007 | Brendan Smith                 | Kanada            | 27.  |         |
| 1985 | Brent Fedyk                   | Kanada | 8.      | 2008 | Thomas McCollum               | Stany Zjednoczone | 30.  |         |

## Rekordy

### Drużynowe
| Rekord                            | Ilość | Sezon                                                 | Ilość rozegranych meczów |
| --------------------------------- | ----- | ----------------------------------------------------- | ------------------------ |
| Najwięcej punktów                 | 131   | 1995–1996                                             | 82                       |
| Najwięcej zwycięstw               | 62    | 1995–1996                                             | 82                       |
| Najwięcej remisów                 | 18    | 1952–1953 / 1980–1981 / 1996–1997                     | 70 / 80 / 82             |
| Najmniej porażek                  | 13    | 1950–1951 / 1995–1996                                 | 70 / 82                  |
| Najwięcej zdobytych bramek        | 369   | 1992–1993                                             | 84                       |
| Najmniej bramek straconych        | 132   | 1953–1954                                             | 70                       |
| Najwyższe zwycięstwo              | -     | 23 stycznia 1944 (w meczu z New York Rangers: 15:0)   | -                        |
| Najwyższa porażka                 | -     | 2 stycznia 1971 (w meczu z Toronto Maple Leafs: 0:13) | -                        |
| Najwięcej czystych kont w sezonie | 13    | 1953–1954                                             | 70                       |
| Najwięcej minut karnych           | 2393  | 1985–1986                                             | 80                       |

### Serie zwycięstw
| Dom/Wyjazd   | Ilość meczów | Czas trwania |
| ------------ | ------------ | --- |
| Dom i wyjazd | 9            | od 3 marca 1951 do 21 marca 1951 – od 27 lutego 1955 do 20 marca 1955 – od 12 grudnia 1995 do 31 grudnia 1995 od 3 marca 1996 do 22 marca 1996 – od 18 października 2007 do 9 listopada 2007 |
| Dom          | 14           | od 21 stycznia 1965 do 25 marca 1965 |
| Wyjazd       | 7            | od 25 marca 1995 do 14 kwietnia 1995 – od 18 lutego 1996 do 20 marca 1996 |

### Serie bez porażki
| Dom/Wyjazd   | Ilość meczów | Czas trwania                                                          |
| ------------ | ------------ | --------------------------------------------------------------------- |
| Dom i wyjazd | 15           | od 27 listopada 1952 do 28 grudnia 1952 (8 zwycięstw i 7 remisów)     |
| Dom          | 19           | od 31 grudnia 2000 do 7 kwietnia 2001 (17 zwycięstw i 2 remisy)       |
| Wyjazd       | 15           | od 18 października 1951 do 20 grudnia 1951 (10 zwycięstw i 5 remisów) |

### Indywidualne
| Rekord                                                   | Zawodnik                              | Kraj                     | Ilość                          | Lata                                                                                            |
| -------------------------------------------------------- | ------------------------------------- | ------------------------ | ------------------------------ | ----------------------------------------------------------------------------------------------- |
| Rozegrane sezony                                         | Gordie Howe                           | Kanada                   | 25                             | -                                                                                               |
| Rozegrane mecze                                          | Gordie Howe                           | Kanada                   | 1687                           | -                                                                                               |
| Punkty w karierze                                        | Gordie Howe                           | Kanada                   | 1809 (786 bramek + 1023 asyst) | -                                                                                               |
| Bramki w karierze                                        | Gordie Howe                           | Kanada                   | 786                            |                                                                                                 |
| Asysty w karierze                                        | Steve Yzerman                         | Kanada                   | 1063                           | -                                                                                               |
| Minuty karne w karierze                                  | Bob Probert                           | Kanada                   | 2090                           | -                                                                                               |
| Minuty karne w jednym sezonie                            | Bob Probert                           | Kanada                   | 398                            | 1987–1988                                                                                       |
| Czyste konta w karierze                                  | Terry Sawchuk                         | Kanada                   | 85                             | -                                                                                               |
| Czyste konta w jednym sezonie                            | Terry Sawchuk Glenn Hall              | Kanada · Kanada          | 12                             | Terry Sawchuk: 1951–1952 – 1953–1954 – 1954–1955 Glenn Hall: 1955–1956                          |
| Mecze rozegrane z rzędu                                  | Alex Delvecchio                       | Kanada                   | 548                            | Od 13 grudnia 1956 do 11 listopada 1964                                                         |
| Punkty w jednym sezonie                                  | Steve Yzerman                         | Kanada                   | 155 (65 bramek + 90 asyst)     | 1988–1989                                                                                       |
| Bramki w jednym sezonie                                  | Steve Yzerman                         | Kanada                   | 65                             | 1988–1989                                                                                       |
| Asysty w jednym sezonie                                  | Steve Yzerman                         | Kanada                   | 90                             | 1988–1989                                                                                       |
| Punkty zdobyte przez obrońcę w jednym sezonie            | Paul Coffey                           | Kanada                   | 77 (14 bramek + 63 asysty)     | 1993–1994                                                                                       |
| Punkty zdobyte przez środkowego w jednym sezonie         | Steve Yzerman                         | Kanada                   | 155 (65 bramek + 90 asyst)     | 1988–1989                                                                                       |
| Punkty zdobyte przez prawoskrzydłowego w jednym sezonie  | Gordie Howe                           | Kanada                   | 103 (44 bramki + 59 asyst)     | 1968–1969                                                                                       |
| Punkty zdobyte przez lewoskrzydłowego w jednym sezonie   | John Ogrodnick                        | Kanada                   | 105 (55 bramek + 50 asyst)     | 1984–1985                                                                                       |
| Punkty zdobyte przeze pierwszoroczniaka w jednym sezonie | Steve Yzerman                         | Kanada                   | 87 (39 bramek + 48 asyst)      | 1983–1984                                                                                       |
| Bramki w jednym meczu                                    | Syd Howe                              | Kanada                   | 6                              | 3 lutego 1944                                                                                   |
| Asysty w jednym meczu                                    | Billy Taylor                          | Kanada                   | 7                              | 16 marca 1947                                                                                   |
| Punkty w jednym meczu                                    | Carl Liscombe Don Grosso Billy Taylor | Kanada · Kanada · Kanada | 7                              | Carl Liscombe: 5 listopada 1942–1943 Don Grosso: 3 lutego 1943–1944 Billy Taylor: 16 marca 1947 |
| Udział w Meczach Gwiazd NHL                              | Gordie Howe                           | Kanada                   | 22                             | -                                                                                               |

## Logo i koszulki klubu

### Logo
Na przestrzeni lat zarówno logo drużyny z Detroit jak i koszulki, w których na lodzie występowali zawodnicy, ulegało zmianom. Kształt skrzydlatego koła, do którego jesteśmy przyzwyczajeni, logo nabrało już w roku 1932, chociaż od tamtego czasu było zmieniane jeszcze dwukrotnie. Obecny wizerunek znaku firmowego zespołu Red Wings został zaakceptowany w 1948 roku.

### Koszulki
Od 1928 roku koszulki zespołu miały kolor biały z czerwonymi paskami. Ponieważ klub nie nazywał się jeszcze wtedy Red Wings nie widniało na nich charakterystyczne logo, widniał tylko napis DETROIT.
W 1932 roku z koszulek zniknęły czerwone paski, lecz pojawiło się już skrzydło. Na froncie uniformu znalazło się logo zespołu, oczywiście w wersji obowiązującej wtedy.
Koszulki zaczęły przyjmować formę podobną do znanej nam obecnie od 1955 roku. Mimo iż logo na przodzie cały czas było inne niż to, które widnieje tam teraz, na ramionach i na spodzie koszulki pojawiły się trochę grubsze, czerwone linie.
Najnowsza wersja wzoru została wprowadzona w roku 1980. Na piersi pojawiło się teraźniejsze logo zespołu a całe ramiona zostały pokolorowane na czerwono. Dodano za to na nie białe paski. Druga koszulka, używana wtedy na meczach wyjazdowych, była cała czerwona z białymi paskami nad łokciami i u jej spodu.
Próbując zwiększyć sprzedaż koszulek, władze NHL postanowiły w roku 2003 zamienić stroje wyjazdowe ze strojami domowymi. Od tej pory czerwone koszulki Red Wings są używane na meczach w Joe Louis Arena a koszulki białe są noszone na wyjazdach.
|  |  |  |

## Maskotka zespołu
Al Ośmiornica (ang. Al the Octopus) to nazwa oficjalnej maskotki zespołu. Tradycją jest że przed rozpoczęciem meczu fani zespołu rzucają ośmiornice na tafle lodowiska. Tradycja ta zaczęła się w hali Olympia Stadium 15 kwietnia 1952 roku, kiedy to w sezonie 1951–1952 zespół Red Wings zdobył Puchar Stanleya wygrywając wszystkie osiem meczów play-off. Dwaj bracia, Pete i Jerry Cusimano, właściciele sklepu we wschodniej części Detroit, aby uczcić to wydarzenie, postanowili w ostatnim ósmym zwycięskim meczu rzucić na lód ośmiornicę (każda z macek symbolizowała jedno zwycięstwo Red Wings). Zostało to dobrze odebrane przez fanów i to jednorazowe wydarzenie stało się tradycją.
Po przeprowadzce zespołu do Joe Louis Arena tradycja nie umarła. Pierwsze ośmiornice w nowej hali poleciały na lód 12 grudnia 1979 roku podczas ceremonii jej otwarcia. Do roku 1995 zwierzaka nazywano po prostu ośmiornicą. Obecna nazwa wzięła się od imienia managera Joe Louis Arena Ala Sobotki. Największa ośmiornica jaka poleciała na lodowisko miała wagę 22,5 kg.

## Odniesienia w kulturze i mediach
Czerwone Skrzydła mają dużą bazę fanów zarówno w USA jak i na całym świecie. Ich kibicami są często osoby znane i lubiane, a logo Red Wings i wzmianki o zespole przewijają się w niektórych filmach, serialach czy klipach muzycznych. Poniżej znajduje się krótka lista z przykładami takich odniesień:
- W serialu telewizyjnym Przyjaciele można było, w niektórych odcinkach, zobaczyć ręcznik w barwach Red Wings po lewej stronie drzwi w mieszkaniu Joeya i Chandlera.
- Tim Taylor (grany przez Tima Allena) z serialu Pan złota rączka (ang. Home Improvement) często nosił koszulkę z logo Red Wings a w dialogach odnosił się do zespołu z Detroit.
- W serialu telewizyjnym Pełna chata (ang. Full House) Joey Gladstone (grany przez Dave’a Couliera) również regularnie nosił koszulkę z logo Red Wings[19] i odnosił się do drużyny w dialogach. Sam aktor, w życiu prywatnym jest kibicem Skrzydeł.
- W serialu telewizyjnym Hoży doktorzy (ang. Scrubs) doktor Cox (John C. McGinley) jest kibicem Red Wings i często nosi koszulki z numerem 24 i nazwiskiem CHELIOS[20], gdy nie pracuje akurat w szpitalu.
- W niektórych wideoklipach rapera Tupaca artysta ma na sobie koszulki Red Wings. Sam nigdy nie krył, że był dużym kibicem zespołu w życiu prywatnym.
- Podczas parady ulicami miasta Detroit, po zdobyciu przez Detroit Pistons Mistrzostwa ligi NBA, Rasheed Wallace miał na sobie koszulkę Red Wings i odnosił się do zespołu podczas wywiadów.
- Logo Red Wings zostało wykorzystane przez stację telewizyjną 4fun.tv do stworzenia jednego z wariantów ich własnego logo. Podobny zabieg wykonała stacja telewizyjna MTV. W obu przypadkach wykorzystano tylko motyw skrzydła, bez koła.